# الموضوع كان الورود (فلم)
الموضوع كان الورود (بالإنجليزية: The Subject Was Roses) هو فيلم دراما تم إنتاجه في الولايات المتحدة وصدر في سنة 1968.

## بطولة
- باتريسيا نيل
- مارتن شين

## الميزانية والإيرادات
حقق أرباحا تقدر بـ 1,375,000 (/ Canada rentals) دولار.

### ترشيحات وجوائز
| السنة | الحدث          | الفئة                  | النتيجة  |
| ----- | -------------- | ---------------------- | -------- |
|       | جائزة الأوسكار | أفضل ممثل في دور مساعد | فـــــوز |

## وصلات خارجية
- مقالات تستعمل روابط فنية بلا صلة مع ويكي بيانات

1. ↑  "The Subject Was Roses (1968) - Overview - TCM.com". Turner Classic Movies. مؤرشف من الأصل في 2011-02-25.
2. ↑  Internet Broadway Database نسخة محفوظة 19 أكتوبر 2012 على موقع واي باك مشين.
3. ↑  Roger Ebert (4 فبراير 1969). "The Subject Was Roses". suntimes.com. مؤرشف من الأصل في 2012-09-30.